# La rosa nera (film)
La rosa nera (The Black Rose) è un film del 1950 diretto da Henry Hathaway.
Pellicola della 20th Century Fox concepita in parte per essere il seguito della precedente dal titolo Il principe delle volpi del 1949, girata con gli stessi protagonisti Tyrone Power ed Orson Welles e per la regia di Henry King, ispirata liberamente al libro di Samuel Shellabarger.

## Trama
La storia, ambientata nell'Inghilterra del XIII secolo, narra le vicende del nobile sassone Walter di Gurnie, il quale, dopo aver cercato di guidare una ribellione contro i conquistatori normanni della sua patria, è costretto a fuggire cercando fortuna in Estremo Oriente, in compagnia del suo amico e compagno di avventure Tristrano.
Lungo il loro itinerario i due fanno conoscenza con Bayan, megalomane signore della guerra orientale, e Walter si innamora della figlia del despota, la bella Maryam (personaggio che ispira il titolo del film). Costretti a fuggire, i due raggiungono la Cina dove ricevono una tale accoglienza da non riuscire più ad abbandonare i loro ospiti.
Nel frattempo Walter farà conoscenza con molte delle tecniche e delle innovazioni scientifiche della civiltà cinese, di cui farà tesoro. Dopo essere riusciti a partire dai loro ospiti, i due amici torneranno in patria dove verranno inizialmente accusati da Edoardo I, a causa della loro partecipazione alla rivolta anti-normanna. Tuttavia in seguito, anche grazie alle molte scoperte di cui è portatore Walter (fra le quali la polvere da sparo), essi verranno nuovamente accolti a braccia aperte.